# Chefen for Søværnet
Chefen for Søværnet er den professionelle leder af Søværnet. Den nuværende chef for Søværnskommandoen er Kontreadmiral Torben Mikkelsen (udnævnt 1. juni 2017).

## Historie
Oprindeligt var flådens øverstbefalende kongen, med Admiralitetskollegiet der havde daglig administration. Admiralitetet eksisterede fra 1660 til slutningen af enevælden i 1848. I 1852 blev stillingen som Flådeinspektør etableret som flådens øverstbefalende. Efter Søværnsloven fra 1909 blev stillingen omdøbt til Generalinspektør for Søværnet. Efter Søværnsloven af 1932 blev viceadmiralen Chef for Søværnskommandoen og direktør fra Marineministeriet. I 1960 blev stillingen omdøbt til Chef for Søværnet. Efter store reduktioner i 1980'erne blev navnet igen ændret, denne gang til Inspektøren for Søværnet. I 1990 blev det Marinestaben og stillingen som Inspektøren for Søværnet afskaffet, hvilket resulterede i at alle ansvarsområder blev overført til Søværnets Operative Kommando. Efter Forsvarsforliget 2013-17, blev Søværnets Operative Kommando opløst og reorganiseret til Marinestaben. Den 1. januar 2019 blev navnet, som en del af Forsvarsforliget 2018-23, ændret til Chef for Søværnskommandoen.

## Chefer

### Flådeinspektør
| No. | Portræt | Navn (født–død)                                            | Periode            | Periode            | Periode           | Ref.         |
| No. | Portræt | Navn (født–død)                                            | Tiltrådte          | Aftrådte           | Tid på Posten     | Ref.         |
| --- | ------- | ---------------------------------------------------------- | ------------------ | ------------------ | ----------------- | ------------ |
| 1   |         | Viceadmiral Christian Christopher Zahrtmann (1793–1853)    | 2. april 1852      | 1. april 1853      | 0 år og 364 dage  | [ 8 ]        |
| 2   |         | Viceadmiral Conrad Emil Mourier (1795–1865)                | 1. april 1853      | 28. februar 1860   | 6 år og 333 dage  | [ 9 ] [ 10 ] |
| 3   |         | Viceadmiral Johan Anton Meyer (1799–1875)                  | 28. februar 1860   | 28. december 1862  | 2 år og 303 dage  | [ 11 ]       |
| 4   |         | Viceadmiral Carl Edvard van Dockum (1804–1893)             | 28. december 1862  | 17. september 1866 | 3 år og 263 dage  | [ 12 ]       |
| 5   |         | Viceadmiral Steen Andersen Bille (1797–1883)               | 24. september 1866 | 27. januar 1868    | 1 år og 125 dage  | [ 13 ]       |
| (4) |         | Viceadmiral Carl Edvard van Dockum (1804–1893)             | 27. januar 1868    | 27. marts 1869     | 1 år og 59 dage   | [ 12 ]       |
| 6   |         | Viceadmiral Jørgen Peter Frederik Wulff (1808–1881)        | 27. marts 1869     | 19. juni 1873      | 4 år og 84 dage   | [ 14 ]       |
| 7   |         | Viceadmiral Frederik Laurentius Fiedler Sommer (1813–1878) | 19. juni 1873      | 20. juli 1878 †    | 5 år og 31 dage   | [ 15 ]       |
| –   |         | Viceadmiral August Christian Schultz (1813–1908) fung.     | 20. juli 1878      | 24. juli 1878      | 0 år og 4 dage    | [ 16 ]       |
| 8   |         | Viceadmiral Gerhard Frederik Wilhelm Wrisberg (1816–1896)  | 24. juli 1878      | 20. februar 1886   | 7 år og 211 dage  | [ 14 ]       |
| 9   |         | Viceadmiral Julius Meldal (1827–1901)                      | 21. februar 1886   | 19. juli 1897      | 11 år og 148 dage | [ 17 ]       |
| 10  |         | Viceadmiral Hans Henrik Koch (1836–1903)                   | 19. juli 1897      | 2. januar 1899     | 1 år og 167 dage  | [ 18 ]       |
| 11  |         | Viceadmiral Fritz Peter Adolph Uldall (1835–1911)          | 2. januar 1899     | 9. marts 1905      | 6 år og 66 dage   | [ 19 ]       |
| 12  |         | Viceadmiral Carl Frederik Wandel (1843–1930)               | 9. marts 1905      | 5. marts 1909      | 3 år og 361 dage  | [ 20 ]       |

### Generalinspektør for Søværnet
| No. | Portræt | Navn (født–død)                                           | Periode          | Periode           | Periode          | Ref.   |
| No. | Portræt | Navn (født–død)                                           | Tiltrådte        | Aftrådte          | Tid på Posten    | Ref.   |
| --- | ------- | --------------------------------------------------------- | ---------------- | ----------------- | ---------------- | ------ |
| 1   |         | Viceadmiral Carl Frederik Wandel (1843–1930)              | 5. marts 1909    | 1. august 1911    | 2 år og 180 dage | [ 20 ] |
| 2   |         | Viceadmiral Otto Joachim Moltke Kofoed-Hansen (1854–1918) | 1. august 1911   | 11. april 1918 †  | 6 år og 222 dage | [ 21 ] |
| 3   |         | Viceadmiral Anton Ferdinand Mazanti Evers (1857–1951)     | 27. april 1918   | 31. marts 1923    | 4 år og 338 dage | [ 22 ] |
| 4   |         | Viceadmiral Henri Konow (1862–1939)                       | 1. april 1923    | 7. februar 1927   | 3 år og 313 dage | [ 23 ] |
| 5   |         | Viceadmiral Georg Carl Amdrup (1866–1947)                 | 7. februar 1927  | 30. november 1931 | 4 år og 296 dage | [ 24 ] |
| 6   |         | Viceadmiral Henri L. E. Wenck (1872–1933)                 | 1. december 1931 | 31. marts 1932    | 0 år og 121 dage | [ 25 ] |

### Chef for Søværnskommandoen
| No.                                      | Portræt | Navn (født–død)                                               | Periode        | Periode         | Periode          | Ref.   |
| No.                                      | Portræt | Navn (født–død)                                               | Tiltrådte      | Aftrådte        | Tid på Posten    | Ref.   |
| ---------------------------------------- | ------- | ------------------------------------------------------------- | -------------- | --------------- | ---------------- | ------ |
| 1                                        |         | Viceadmiral Hjalmar Rechnitzer (1872–1953)                    | 1. april 1932  | 10. maj 1940    | 8 år og 39 dage  | [ 26 ] |
| –                                        |         | Kontreadmiral Emmanuel Briand de Crèvecoeur (1882–1968) fung. | 10. maj 1940   | 25. juli 1941   | 1 år og 76 dage  | [ 27 ] |
| –                                        |         | Kontreadmiral A.H. Vedel (1894–1981) fung.                    | 25 juli 1941   | 31. juli 1941   | 0 år og 6 dage   | [ 28 ] |
| 2                                        |         | Viceadmiral A.H. Vedel (1894–1981)                            | 1. august 1941 | 29. august 1943 | 2 år og 28 dage  | [ 28 ] |
| Ingen chef som følge af Operation Safari |         |                                                               |                |                 |                  |        |
| (2)                                      |         | Viceadmiral A.H. Vedel (1894–1981)                            | 5. maj 1945    | 31. maj 1958    | 13 år og 26 dage | [ 28 ] |

### Chef for Søværnet
| No. | Portræt | Navn (født–død)                                 | Periode          | Periode           | Periode          | Ref.   |
| No. | Portræt | Navn (født–død)                                 | Tiltrådte        | Aftrådte          | Tid på Posten    | Ref.   |
| --- | ------- | ----------------------------------------------- | ---------------- | ----------------- | ---------------- | ------ |
| 1   |         | Viceadmiral Hans Alfred Nyholm (1898–1964)      | 1. juni 1958     | 31. maj 1961      | 2 år og 364 dage | [ 29 ] |
| 2   |         | Viceadmiral Svend Erik Pontoppidan (1900–1987)  | 1. juni 1961     | 30. november 1965 | 4 år og 182 dage | [ 30 ] |
| 3   |         | Viceadmiral Sven Støckel Thostrup (1915–2006)   | 1. december 1965 | 31. januar 1980   | 14 år og 62 dage | [ 31 ] |
| 4   |         | Kontreadmiral Niels Færgemann Lange (1919–2006) | 1. februar 1980  | 30. juni 1982     | 2 år og 150 dage | [ 32 ] |

### Inspektøren for Søværnet
| No. | Portræt | Navn (født–død)                                   | Periode      | Periode           | Periode       | Ref.   |
| No. | Portræt | Navn (født–død)                                   | Tiltrådte    | Aftrådte          | Tid på Posten | Ref.   |
| --- | ------- | ------------------------------------------------- | ------------ | ----------------- | ------------- | ------ |
| 1   |         | Kontreadmiral Niels Færgemann Lange (1919–2006)   | 1. juli 1982 | 1984              | 1–2 år        | [ 32 ] |
| 2   |         | Kontreadmiral Jørgen Philip Rasmussen (1925–2017) | 1984         | 1986              | 1–2 år        | –      |
| 3   |         | Kontreadmiral Mogens Michael Telling (1927–2011)  | 1986         | 1989              | 2–3 år        | [ 33 ] |
| 4   |         | Kontreadmiral Johan Andersen Ruth (1930–)         | 1989         | 31. december 1990 | 0–1 år        | –      |

### Chef for Søværnets Operative Kommando
| No. | Portræt | Navn (født–død)                                 | Periode           | Periode            | Periode          | Ref.          |
| No. | Portræt | Navn (født–død)                                 | Tiltrådte         | Aftrådte           | Tid på Posten    | Ref.          |
| --- | ------- | ----------------------------------------------- | ----------------- | ------------------ | ---------------- | ------------- |
| 1   |         | Kontreadmiral Knud Erik Johan Borck (1940–2011) | 1. november 1989  | 3. april 1995      | 5 år og 119 dage | [ 34 ]        |
| 2   |         | Kontreadmiral Kristen Husted Winther (1946–)    | 1. maj 1995       | 30. juni 2000      | 5 år og 60 dage  | [ 34 ]        |
| 3   |         | Kontreadmiral Tim Sloth Jørgensen (1951–)       | 1. juli 2000      | 31. juli 2002      | 2 år og 30 dage  | [ 34 ]        |
| 4   |         | Kontreadmiral Kurt Birger Jensen (1949–)        | 1. august 2002    | 31. juli 2005      | 2 år og 364 dage | [ 34 ]        |
| 5   |         | Kontreadmiral Nils Christian Wang (1958–)       | 1. august 2005    | 31. august 2010    | 5 år og 30 dage  | [ 34 ] [ 35 ] |
| 6   |         | Kontreadmiral Finn Hansen (1957–)               | 1. september 2010 | 1. april 2013      | 2 år og 212 dage | [ 34 ] [ 36 ] |
| –   |         | Flotilleadmiral Jan Leisborch (1954–) fung.     | 1. april 2013     | 15. april 2013     | 0 år og 14 dage  | [ 37 ]        |
| 7   |         | Kontreadmiral Frank Trojahn (1963–)             | 15. april 2013    | 30. september 2014 | 1 år og 168 dage | [ 34 ] [ 37 ] |

### Chef for Marinestaben
| No. | Portræt | Navn (født–død)                        | Periode         | Periode           | Periode          | Ref.   |
| No. | Portræt | Navn (født–død)                        | Tiltrådte       | Aftrådte          | Tid på Posten    | Ref.   |
| --- | ------- | -------------------------------------- | --------------- | ----------------- | ---------------- | ------ |
| 1   |         | Kontreadmiral Frank Trojahn (1963–)    | 1. oktober 2014 | 31. marts 2017    | 1 år og 213 dage | [ 38 ] |
| 2   |         | Kontreadmiral Torben Mikkelsen (1963–) | 1. juni 2017    | 31. december 2018 | 1 år og 213 dage | [ 38 ] |

### Chef for Søværnskommandoen
| No. | Portræt | Navn (født–død)                        | Periode        | Periode  | Periode         | Ref. |
| No. | Portræt | Navn (født–død)                        | Tiltrådte      | Aftrådte | Tid på Posten   | Ref. |
| --- | ------- | -------------------------------------- | -------------- | -------- | --------------- | ---- |
| 1   |         | Kontreadmiral Torben Mikkelsen (1963–) | 1. januar 2019 | Siddende | 6 år og 58 dage | –    |

## See also
- Forsvarschef (Danmark)
- Hærchef (Danmark)
- Chefen for Flyvevåbnet